# Kapitał informacyjny
Kapitał informacyjny (ang. capital of information) – całokształt zasobów informacyjnych na temat procesów zachodzących w przedsiębiorstwie (organizacji) i na rynkach, na których one działają, partnerach gospodarczych (kontrahentach), konkurentach itp.
Szczególnym jego rodzajem jest kapitał zawarty w funkcjonalności i danych systemów informatycznych wspomagających zarządzanie przedsiębiorstwami (organizacji). Zwiększa on zdolność konkurowania poprzez szybszą identyfikację szans, łatwiejszą adaptację lub wprowadzenie nowych procesów gospodarczych, skuteczniejsze zarządzanie ryzykiem podejmowanych inicjatyw gospodarczych.